# Köttigita
La köttigita és un mineral de la classe dels fosfats, que pertany al grup de la vivianita. Rep el nom en honor d'Otto Friedrich Köttig (3 d'abril de 1824 - 21 de febrer de 1892), químic de Schneeberg, Saxònia, qui va fer el primer anàlisi químic.

## Característiques
La köttigita és un arsenat de fórmula química Zn₃(AsO₄)₂(H₂O)₈. Cristal·litza en el sistema monoclínic. La seva duresa a l'escala de Mohs es troba entre 2,5 i 3.
Segons la classificació de Nickel-Strunz, la köttigita pertany a «08.CE: Fosfats sense anions addicionals, amb H₂O, només amb cations de mida mitjana, RO₄:H₂O sobre 1:2,5» juntament amb els següents minerals: chudobaïta, geigerita, newberyita, brassita, fosforrösslerita, rösslerita, metaswitzerita, switzerita, lindackerita, ondrušita, veselovskýita, pradetita, klajita, bobierrita, annabergita, arupita, barićita, eritrita, ferrisimplesita, hörnesita, manganohörnesita, parasimplesita, vivianita, pakhomovskyita, simplesita, cattiïta, koninckita, kaňkita, steigerita, metaschoderita, schoderita, malhmoodita, zigrasita, santabarbaraïta i metaköttigita.

## Formació i jaciments
Va ser descoberta a la mina Daniel, situada a la localitat alemanya de Neustädtel, al districte de Schneeberg (Erzgebirge, Saxònia). Tot i no tractar-se d'una espècie gaire habitual ha estat descrita en tots els continents del planeta a excepció de l'Antàrtida. Als territoris de parla catalana ha estat descrita únicament a la mina Atrevida, situada a la localitat de Vimbodí (Conca de Barberà, Tarragona).